# 名探偵モンク
『名探偵モンク』（めいたんていモンク、原題: Monk）は、強迫性障害を患う私立探偵エイドリアン・モンクが事件を解決していくアメリカのミステリー・コメディドラマのシリーズ作品。より原語に近い表記はマンク。

## 概要
アメリカのケーブルテレビ局向けベーシックチャンネルであるUSAネットワーク（USA Network）による制作。1話完結型連続ドラマであり、数々の賞を獲得している。2002年7月12日に放送を開始し、2009年12月4日まで最終シーズンとなる第8シーズンが放送された。
日本ではWOWOWとスターチャンネルで「名探偵Mr.モンク」のタイトルでパイロット版（第1話と第2話）を2002年テレビムービーとして放送、ビデオ発売レンタルもなされた。NHK-BS2では2004年3月30日からレギュラー放送を開始、2010年7月には最終第7シリーズ（米国ではシーズン8）を放送した。ミステリチャンネル（現AXNミステリー）でも2006年10月より放送を始める。BS日テレではNHK制作の吹替音声を伴うHDリマスター版を2013年7月5日から2014年2月5日までに2シーズン分(最終はNHK版「モンク2」第7回)、9ヶ月空いて同年11月5日から第3シーズン以降を2016年8月31日までにNHK放送分を全て放送した。最終シーズンではNHKの放映で付かなかった次回予告が15秒分、新たに制作されている。同じHDリマスター＋NHKの吹替音声という形態でBS12が2022年1月26日から放送を開始。ソフト化は2003年6月27日から「モンク」のタイトルでビデオレンタルとしてVol.1〜6（全13話）が発売されていた。2011年7月6日からレンタル版とセル版のDVDが順次発売されている。
主人公エイドリアン・モンクは、ある事情により休職中の警察官。優れた観察力、記憶力、洞察力を持つ一方で、10代の頃から強迫性障害を患っており、それに加え妻を殺害されたことによるPTSDが原因でカウンセリングを受けている。全体的にコメディ的要素が強いが、彼の優れた能力や深刻な心の病状が引き起こす弊害を描くことでドラマにシリアスな面を与えている。
なお、エピソードによっては刑事コロンボのような倒叙形式の展開で進む場合もある。
NHK版では米国放送とは区切りが異なっている（後述）。以下、「第○シリーズ」という表記の場合はNHK版を、「シーズン○」という表記の場合は米国版及び日本DVD版を指すものとする。
2020年に、実に11年ぶりとなる新作のミニエピソードが制作された（後述）。さらに2023年には、テレビシリーズのその後を描いた映画 "en:Mr. Monk's Last Case: A Monk Movie"（原題）が公開された。

## あらすじ

### シーズン1～シーズン3中盤まで
サンフランシスコ市警察本部のエイドリアン・モンク刑事は、妻のトゥルーディーを自動車爆弾によって何者かに殺される。その犯人を検挙することができなかったモンクは、強迫性障害が深刻となり、刑事を休職し、自宅に三年間閉じこもる。その後、看護師であるシャローナ・フレミングをアシスタントとして採用、市警察のコンサルタントとして犯罪、そして様々な恐怖症と戦いながら、復職とトゥルーディー事件の解決を目指す。

### シーズン3中盤以降
シャローナは結局、元夫と再婚することを決意し、モンクのアシスタントを退職、息子のベンジーともどもサンフランシスコから去ってしまった。途方に暮れるモンクであったが、ある事件で出会ったナタリー・ティーガーと意気投合したことで、ナタリーを正式にシャローナの次のアシスタントに採用した。だが、長年の付き合いでモンクを知り尽くしたシャローナとは異なり、ナタリーとは一から関係を構築することを余儀なくされたため、コンビを組んだ当初のモンクとナタリーは様々な面で対立が目立つようになる。しかし、そうした対立を経て、二人で様々な修羅場を潜り抜けたモンクとナタリーは次第にお互いを信頼をするようになった。こうしてモンクは新たなパートナーのナタリーと共に、改めて犯罪捜査そしてトゥルーディー事件の解決の日々に身を投じるようになる。

## 登場人物
エイドリアン・モンク
演：トニー・シャルーブ、吹替：角野卓造（NHK版）、下和田ヒロキ（少年時代） / 千田光男（WOWOW・スターチャンネル版）
サンフランシスコ市警察のコンサルタントとして働く私立探偵。最終シリーズで50歳の誕生日を迎えている。
生まれも育ちもサンフランシスコ。10代の頃から強迫性障害を患っていた。1981年にカリフォルニア大学バークレー校を卒業し、サンフランシスコ市警察の警察官となり、捜査課の刑事として活躍していたが、妻が殺害されたことによって強迫性障害がひどくなった上に、そのことでPTSDも生じたため、休職中。殺人専門の犯罪コンサルタントとして市警察と契約し、妻の事件の解決と、復職を目指している。
驚異的な観察力・記憶力・洞察力の持ち主で、殺人現場でのかすかな違和感や証拠品も見逃さない。特に記憶力に関しては絶対的であり、自身が誕生した時の記憶も残っていたほど。一度でも見たもの、聞いたことは決して忘れず、この記憶力を駆使して事件を解決することも多い。犯罪捜査官として極めて優秀な一方で、非常に多くの恐怖症を抱えているため、自身が苦手としている物が現場や生活環境などに存在すると途端に取り乱し、挙動不審となってしまい、そのことは劇中でたびたび指摘されている。パニックに陥り取り乱すモンクをフォローするのも、アシスタントであるシャローナやナタリーの仕事の一つ。
殺人事件の捜査に対する思い入れは強く、「お金じゃない」とも語っている。市警察のコンサルタントとして解決した事件は8年間で120件であり、TVのドキュメンタリー番組で取り上げられたこともあって、シリーズ後期では探偵として地元サンフランシスコでは一定の名声を得ており、警察・法曹・闇社会の関係者はもちろん、それらとは無縁の一般市民にも顔と名前を知られるようになる。最終シリーズで強迫性障害が軽減されたことを理由に復職したが、同僚の理解を得られなかったこともあり、自ら辞職してコンサルタントに戻った。
同じジャケットとワイシャツを何着も持っており、外出するときは大抵、そのジャケットとワイシャツを着てネクタイはしない。タバコは吸わず、酒も滅多に飲まない。物を等間隔・均等・均質になるように配置する、飲料水は特定の銘柄のミネラルウォーターしか飲まない、料理は調理過程を見たもの・具材ごとに皿を分けたものしか食べない、など様々なこだわりを持つ。また、人の持ち物を自身のこだわりに合わせて勝手に整理する癖があり、その度に「後で感謝しますよ」と言うが、シャローナには「感謝したことはない」と言い返されている。数字の10を「キリがいい」という理由で気に入っており、度々10に対するこだわりを語っている。
ばい菌・高所・閉所・裸体・牛乳・化学物質などに対する様々な恐怖症を患っており、モンク本人によればその数は312個にも及ぶ（シーズン6「恐怖のヌーディスト」）。特にばい菌に対する恐怖は相当で、握手などのあとにはかならず除菌ティッシュで手を拭いている。潔癖症でもあり、頻繁に自宅を掃除し、天井にも掃除機をかけている。化学物質が脳に入ることへの恐怖感から、投薬治療は行っていない。一度クローガー先生の勧めで新薬を飲んだ際には、性格が豹変し、楽天的であと先考えない言動で周囲を困惑させた（シーズン3「ぶっ飛びモンク」）。恐怖症などのせいでヌーディスト・感染症患者・精神障害者などに対して抵抗があり、差別主義者だと思われてしまう事すらある。他人の感情を慮って行動することが苦手で、無自覚に自分本位な振る舞いをして人間関係に亀裂が入ることもしばしばであるが、その一方で自身と同じ境遇（配偶者が死んでいるなど）の者に対しては深い共感を示す。また、事件に巻き込まれた少年を一時的に預かった末に養子にしようとしたり、飼い主と死別した犬を一時的に預かり、最後には直接触れたりもした。
亡き妻のトゥルーディーのことをかなり愛しており、彼女を失ったことによる喪失感にモンクが苛まれる様子も本作では度々描写された。そのせいか、トゥルーディーと容姿が瓜二つの女性が関わった事件においては、その女性への想いの強さのあまり周りが見えなくなってしまったこともあった（シーズン1「妻の面影」）。未だにトゥルーディーとの結婚指輪をはめて新しい恋愛を避けており、異性の魅力や性的な事柄にはむしろ恐怖感すら抱いている。トゥルーディーとは子供を授からなかったこともあり、そのことも現在のモンクの心に影響を与えている。
自分のことを精神的に弱いと思っており、頻繁に自虐的な発言をする。同時に「自分は他人を幸せにできない」とも考えており、作中でもその信念をうかがわせる言動がある（シーズン3「パパになりたい」など）。また、強迫性障害のせいで、小学校時代から大学時代にかけてやや悲惨な青春時代を送っており、その経験を自虐的なジョークのネタにする事も多い。このためか、新しい友達や人間関係が構築できる、他人と和気藹々と楽しく過ごす、異性からデートに誘われるといった『楽しい青春時代』のような場面になると、失われた青春時代を取り戻すかのように興奮状態に陥ってしまうことも少なくない。
不得意なものは、金銭管理や、パソコン・携帯電話などといった機械の扱い。特に前者に関しては、結婚時代に家計の一切をトゥルーディーに任せていたことも相まってか、どんぶり勘定な面が強く見られ、給料の未払いや経費処理の問題でシャローナやナタリーとコンビ解消の危機に陥ったこともあった。
母親は90年代に死亡しており、父親のジャックは少年時代に失踪していたが、後に別の女性と結婚して息子を授かっていたことが判明した。また、ジャックは現在トラックの運転手をしている。高校時代は陸上部に所属し短距離の選手だったが、現在は強迫性障害のためスポーツはしない。ただし警察官なので、格闘の心得はある程度持ち合わせており、犯人に襲撃された時には制圧することも多い。拳銃は所有しているが、劇中で持ち出すことは滅多にない。学生時代にスペイン語を履修していたため、ある程度スペイン語が話せる。また風貌もラテンアメリカ系にやや近いので、潜入捜査などの際にメキシコ人に扮することもある。
推理を披露するときの「経緯はこうです」（Here's what happened）が決め台詞。ほか、「後で感謝しますよ」（You'll thank me later.）、小学生時代の家庭科の先生が使っていた「天賦の才です。…難儀なね」（It's a gift...and a curse.）などが口癖。
トゥルーディー・モンク
演：ステリーナ・ルジッチ（シーズン1, 2）→メロラ・ハーディン（シーズン3以降）、吹替：佐々木優子
モンクの妻。故人。ジャーナリストだったが、1997年のクリスマスに自動車爆弾によって殺害された。旧姓はエリソン。父親はテレビ番組のプロデューサーをしており、モンクに事件の依頼をしたこともある。
モンクとは学生時代からの付き合いで、彼の些細なこだわりを含めた全てをその愛で包み込んでいた。彼女との結婚はモンクにとって最高の出来事であり、結婚生活は人生でもっとも幸せなものだったが、彼女の死によってそれは終わってしまい、モンクを精神的に追い詰めることとなる。彼女の死はモンクの強迫性障害を悪化させることとなったが、同時に彼の原動力にもなっている。学生時代から詩を書いており、モンクにも折に触れて詩を贈っていた。彼女の遺品はモンクによって大切に保管されている。
サンフランシスコのモンクの自宅にはいまも写真が飾られ、テーブルのわずかなズレすらも彼女の名残の一つとして保存されている。彼女の殺害現場である地下駐車場にはモンクが何度も訪れていたが、後に取り壊されて公園に整備されている（シーズン7「その取り壊し待った！」）。
故人のため、回想やモンクの夢など登場するシーンは少ないが、重要な人物である。
シャローナ・フレミング
演：ビティ・シュラム、吹替：三鴨絵里子（NHK版） / 勝生真沙子（WOWOW・スターチャンネル版）
モンクの初代アシスタント。以前は看護師をしていた（のちに復職し、最終的には看護師長になっている）。
夫トレバーとの間に息子ベンジーを儲けているが、その後離婚している。妹がおり、殺人事件の濡れ衣を着せられたこともあった（シーズン2「スター誕生」）。好みの男性に出会うことが多々あるが、その男性絡みのトラブルに巻き込まれることが多い。
夫と離婚して以降はシングルマザーとしてベンジーを育てており、作中でシングルマザー故の悩みを抱えている場面も多々あった。またシングルマザー故に金銭面のことに関してはシビアであり、給料の未払いが原因でモンクとの関係が悪化したことが度々あった。
多少強引なところもあるが、面倒見がよく、モンクのために警察側に意見することもある。劇中でモンクのことをファーストネームで「エイドリアン」と呼ぶ、数少ない人物である。シーズン3の途中で元夫と再婚し、ベンジーを連れてニュージャージーに引っ越したため、アシスタントを辞職。彼女が辞めた際、モンクはひどく落ち込み、「ただのアシスタントじゃない」「命の恩人」などと語っていた。
最終シリーズでおじの死をきっかけに、サンフランシスコに帰ってきた。その際、ナタリーと険悪な仲になるが、のちに和解した。再婚した夫とはまた離婚しており、その後ディッシャーと交際しだした。
ベンジャミン・"ベンジー"・フレミング
演：ケーン・リチョット、マックス・モロー、吹替：田谷隼
シャローナのひとり息子。パイロット版では髪の毛をツンツンに逆立てたやんちゃなスケボー少年だったが、その後は年相応の優しい無邪気な少年にキャラクターが変更されている。
モンクの行動にもある程度理解を示し、モンクも彼のことは息子のように可愛がっていたが、モンクからの誕生日プレゼントは毎年不評だったらしい。最終シリーズで再登場したシャローナによると、大学を選ぶ歳になったという。
ナタリー・ジェーン・ティーガー
演：トレイラー・ハワード、吹替：藤貴子
シャローナの後任のモンクのアシスタント。若くして未亡人となり、働きながら一人娘のジュリーを育てている。前任者のシャローナ同様、シングルマザーであるために、シングルマザー故の苦労も多い。
不審者に自宅に押し入られ、その事件の解決をモンクに依頼したのがきっかけでモンクと知り合う（シーズン3「求む！アシスタント」）。同じ時期に勤め先のバーを解雇されたこともあり、モンクのアシスタントとして採用された。
亡き夫ミッチは海軍将校でパイロットだったが、コソボで殉職しており、夫の遺品である軍服を今でも自宅に保管している。ただし恋愛には比較的奔放であり、劇中への登場は少ないものの、様々な男性と交際している描写がある。モンクを甲斐甲斐しく世話するが、恋愛感情は皆無。
シャローナと異なり、モンクと知り合ってから日が浅いせいか、モンクのことをファーストネームで呼ぶことはほとんど無く、英語オリジナル版では専ら「Mr.Monk」と呼び、シャローナほどの親密感は無いことがうかがえる。
よく気が利く性格だが、おっとりした一面もあるため、モンクのわがままを受け入れてしまうこともある。最終シリーズで前任者のシャローナと会った際に、「モンクを甘やかしすぎ」と注意されるが、最後にはシャローナもナタリーなりのモンクへの接し方を認め、「よくやってる」、「天使みたい」などと絶賛された。
実家は世界有数の歯磨き粉メーカーの創業者一族で、かなりのお嬢様育ち。しかし両親との不仲から現在は実家との関係をほぼ絶っており、亡き夫の姓「ティーガー」を名乗っている。成人後の経歴が謎な部分が多く、ラスベガスのカジノディーラー、バーテンダーなど職を転々としていた様子。また、どこで身に着けたかは不明だが、ある程度格闘の心得があり、犯人に襲撃された際には組み伏せて取り押さえることがある。
アシスタントとしてモンクから支払われている給料はあまり高くないようで、よく不払いや替わりの支払いをさせられて不満を漏らしている。アシスタントという立場でありながら、モンクの代わりに買い出しをし、家事をし、時間外の呼び出しをもされてこき使われている。よって彼女の存在は前任のシャローナ同様、モンクにとって非常に重要となっている。
犯人に苗字のスペルを間違えられることが多い（シーズン3「占拠された選挙」など）。
ジュリエット・"ジュリー"・ティーガー
演：エミー・クラーク、吹替：佐藤香織
ナタリーのひとり娘。モンクとも家族ぐるみの付き合いをしている。初登場時には11歳。最終シリーズで大学の演劇科を受験し、合格している。
ナタリーとの関係は良好だが、思春期のため反抗することも多く、度々ナタリーの頭を悩ませている。
リーランド・ストットルマイヤー警部
演：テッド・レビン、吹替：坂部文昭（NHK版） / 有本欽隆（WOWOW・スターチャンネル版）
サンフランシスコ市警察本部捜査課の警部。モンクの刑事時代の上司であり、現在は責任者としてモンクにコンサルティングを依頼する立場にある。
捜査課の責任者として指揮を執る立場にあり、個室が与えられていて、記者会見も担当している。そのような地位でありながら、自ら積極的に聞き込みや被疑者逮捕にあたる現場派の刑事。
作中では、ステレオタイプな白人アメリカ中年男性としてのキャラクター面が強調されることが多い。ロスアンジェルスで生まれ育ち、高校時代はアメフト部の選手だった。
シーズン1でモンクが犯罪コンサルタントとして復帰した直後からシーズン1の中盤までは、モンクを厄介者扱いしている言動が多々見受けられた。これはモンクの犯罪解決能力の高さにいささか嫉妬心とコンプレックスを抱いていたことや、モンクの行動が招く様々なトラブルに振り回されてきた経験から来ている。
だが、一方でモンクの一番の理解者でもあり、彼の推理力には絶対的な信頼を寄せ、一般人には理解しがたいモンクの行動にもある程度理解を示す。モンク自身もストットルマイヤーを親友だと語っている。シーズン2以降はモンクへの態度が軟化し、モンクを守るためやモンクへの信頼の高さから、自身の警察官生命をも賭けた捨て身の行動をとることもしばしばあった。モンクが配属されてから二週間で四人目の相棒であり、それ以来の付き合い。モンクを休職させた張本人であると同時に、モンクの完全な状態での復職を望んでおり、市警察の首脳部に進言することもある。
警察官としてのプライドが高いため、時にはモンク抜きで事件を解決しようとしてモンクと対立することもあるが、最終的にはモンクの力で解決に至ることが多い。
最初の妻には結婚5日目で逃げられ、次の妻であり20年連れ添ったカレンには離婚され、リンダという女性と再婚を考えるも、その彼女が事件を起こしてしまうなど、女性とはあまり長続きしないが、熟女にはモテる。カレンとの間に息子が二人いる。最終シリーズでT.Kという女性と再々婚するが、彼女の本名は奇しくも「トゥルーディー」であった。モンクからは祝福の言葉を贈られている。
2番目の妻であるカレンとは幼馴染だったこともあり、20年も連れ添っていた。自身の信条や価値観にこだわりぬくカレンの言動に辟易することもあったが、幼いころから一緒だったカレンへの想いは深いものがあり、彼女がある事件に巻き込まれた際は冷静さを完全に失い自暴自棄に陥るほどであった（シーズン2「警部愛妻物語」）。
カレン・ストットルマイヤー
演：グレン・ヘドリー、吹替：宮寺智子
ストットルマイヤー警部の2番目の妻。ストットルマイヤー警部とは幼馴染の関係であった。映像ドキュメンタリー関係の仕事に就いている。シーズン2『同居人に文句あり』・シーズン2『警部愛妻物語』・シーズン3『探偵免許はく奪』・シーズン4『警部 キレる』で登場。
子育て・生活面・ビジネス面において自身のこだわりが多かったり神経質な面が多く、その強さはモンクに劣らぬほど。このため、作中ではストットルマイヤー警部との性格や価値観の違いからか、ストットルマイヤー警部と夫婦喧嘩になることもしばしばあり、ストットルマイヤー警部自身もそのことが悩みの種の一つとなっており、これが原因でシーズン1においてはストットルマイヤー警部が家出したほどであった。
ストットルマイヤー警部との結婚生活は20年続いたが、最終的に『警部 キレる』で離婚している。
ランドール・"ランディ"・ディッシャー警部補
演：ジェイソン・グレイ＝スタンフォード、吹替：関俊彦（NHK版・WOWOW・スターチャンネル版）
市警察本部捜査課の警部補。ストットルマイヤー警部の部下。
生まれ育ちはサンディエゴだが、フィラデルフィア市警察の警察官となり、捜査課の部長刑事を経てサンフランシスコ市警察へ移籍。
若くして警部補に昇進したエリート。しかしシーズン1中盤以降、自由奔放な言動が目立つようになり、モンクとは別の意味で周囲を呆れさせたり、振り回すようになる。事件捜査ではとんちんかんな推理やドジが多く、モンクやストットルマイヤー警部を呆れさせることも少なくない。しかし正義感はモンクや警部にも劣らず、子供に対しては優しく接する。
上司であるストットルマイヤー警部を尊敬して慕っており、常に傍に付き従っている。その指針や指示には何の違和感も持つことなく従うことが多いが、一方で警部が自分ではなくモンクを右腕だと思っていたと知ると、ショックのあまりヘソを曲げて命令に反抗し、ついには「モンクと自分が溺れていたらどっちを助けるのですか」などと駄々をこねて警部をうんざりさせた（シーズン4「幻の女」）。モンクに対抗意識を持つこともあるが、ストットルマイヤー警部と同じくモンクの能力を全面的に信頼し、そのこだわりにもある程度理解を示している。
警部が不在の時は捜査指揮を執る。特にストットルマイヤー警部が瀕死の重傷になるといった緊急事態になると火事場の馬鹿力が働いたが如く、普段とは異なり的確な指示をテキパキとこなしている（シーズン3「ぶっ飛びモンク」）。
音楽が趣味。学生時代の友人達とバンド活動をしていたが、他のメンバーと意見が合わず、解散したらしい。農場主で豚を溺愛するおじがいたが、知り合いとトラブルになり殺害されてしまった（シーズン5「モンク農場を行く」）。
好意を抱いているシャローナにいつもあしらわれていたが、最終シリーズで再登場したシャローナとついに恋仲になる。さらに、最終話でニュージャージーの警察署長に就任した。
Dr．チャールズ・クローガー
演：スタンリー・カメル、吹替：池田勝（NHK版） / 岡部政明（WOWOW・スターチャンネル版）
モンクかかりつけの精神分析医。反抗期の息子がいる。モンクはセラピーの最中に事件の相談などもしており、クローガー自身、モンクの言動に苦労しつつも、良好な関係を維持していた。自分の患者が殺人事件の容疑者になったときは、責任を感じて引退しようとした。
演じたカメルはNHK放送の海外ドラマでは『ビバリーヒルズ青春白書』でも知られる。NHKで第5シリーズ（米国版シーズン6）第2話が放送された2008年4月8日に、心臓発作のため逝去。同シーズン第14話「芸術は爆発だ!」がテレビ番組ではカメル最後の出演作となった。
モンクの主治医として長らく登場し続けたが、演者の逝去を受けて作中でも心臓発作で急死した設定となった（シーズン7「新居がボコボコ」）。
Dr．ネーブン・ベル
演：ヘクター・エリゾンド、吹替：稲垣隆史
クローガー医師逝去後の、モンクの新しい主治医。シーズン7, 8に登場。優秀な精神科医で、初対面の際にはモンクの恐怖症を見抜き、握手後に自らティッシュを渡した。セラピーの最中によく教訓話をするが、モンクは快く思っていないようである。
ハロルド・クレンショー
演：ティム・バグレー、吹替：村田則男
クローガー医師の患者で、モンクと犬猿の仲にある一般人。彼と同じく強迫性障害の患者。極度の高所恐怖症でもあり、モンク曰く「カーペットの厚さが変るだけでもめまいをおこす」らしい。モンクとは常に張り合うような態度を取っており、顔をあわせるといつも口げんかになってしまう。モンクはクレンショーが巻き込まれた事件を解決した事もあるが、身を挺して犯人からクローガーを守って感謝されたり、有名人と間違えられて賞賛されたりと、モンクの望まない結果に終わることが多い。
クローガー医師の死後、モンクはベル医師の名前をクレンショーに秘密にしていたが、シーズン7最終話でナタリーがうっかり漏らしてしまった。その後、ベル医師の患者となり、グループセラピーを受けた際にはいつものようにモンクと悪口の言い合いになったが、そのときの事件によって長く対立していたモンクと和解し、彼のためにベル医師とのセッションを別の曜日に移した。
ケビン・ドーフマン
演：ジャレッド・ポール、吹替：桐本琢也
モンクの自宅の上階の住人。職業は公認会計士。明るく優しい性格で、モンクの数少ない理解者の一人。シャローナやナタリーが不在のときに、彼女らに代わってモンクの世話をしてくれたこともある。その一方、空気を読むのが苦手で、退屈な話を長々と話す癖があり、度々モンクたちを辟易とさせていた。この一面はドーフマン家に共通している模様。
婚約者に殺されかけたことがあるが、モンクに救われた。またクイズ番組、ラジオ番組関係の殺人事件の捜査に協力したこともある。しかしシーズン7「消されて焼かれて!?」で、クライアントの不正につながる事実を指摘して殺害されてしまった。
デール・バイダーベック
演：アダム・アーキン(S1)、ティム・カリー(S2)、レイ・ポーター(S6)、吹替：銀河万丈
「鯨のデール」と呼ばれる、サンフランシスコの大富豪。莫大な資産を有し、政治家などにも指示を出せる陰の大物。かなり陰険な性格で、個人情報を集めて弱みを握ることを趣味にしている。自分で立てないほどの巨体で、ベッドに寝たきり生活をしている。昔、トゥルーディーと裁判で争ったことがあり、その過程でモンク夫妻は多くの財産を失うこととなったため、モンクとは因縁の関係。
殺人事件を起こし、それをモンクに見破られて逮捕されたが、刑務所でも優雅な暮らしを続けていた。刑務所内で起きた殺人事件の容疑者にされかけて、モンクに事件解決を依頼したこともあった。その後、モンクを冤罪で陥れようとしたが、失敗し、質素な生活を余儀なくされた。トゥルーディー殺害事件の真相を知っているらしく、自身の依頼を解決した報酬として、モンクに情報を与えた。
吹き替えでは一貫して銀河万丈が演じているが、3度の登場全てで別の俳優が演じていた。
アンブローズ・モンク
演：ジョン・タトゥーロ、吹替：津村鷹志
エイドリアン・モンクの兄。電化製品などの説明書の執筆で生計を立てている。広場恐怖症を患っているため、長年実家から一歩も外に出ず生活している。ただしハロウィンには子供たちにお菓子を振舞うなど最低限の近所付き合いはしている模様。
エイドリアンと同じく驚異的な記憶力と観察眼を持つ。言動には幼児性が見られる。自身と違って社会に比較的適応しているエイドリアンに対し、劣等感を抱き続けてきた。失踪した父親の言いつけを守り、古新聞をため込んで一階を占拠している。七カ国語に精通し、中国語も勉強中。劇中で亀を抱いた父の写真から「父は僕の名前を亀につけたのではなく、亀の名前を僕につけた」と話している。
トゥルーディが殺害現場に向かうきっかけを作っており、自責の念を抱いている。このためトゥルーディの死後長らくエイドリアンとの連絡を絶っていたが、シーズン2「おかしな兄弟」にて和解した。
正確にはモンク兄弟の「兄」であるが、NHK版第2シリーズの初登場以降DVDでも修正されず、長らく「弟」と訳されていた（原語版では永らく"brother"との情報しか無く、演じるジョン・タトゥーロはトニー・シャルーブより4年ほど若い故だと思われる）。その後、第6シリーズ第7話「100回目の罠」でエイドリアンゆかりの人物としてVTR出演した際のテロップが「Older Brother」だったのを機に兄に修正された。

## ゲスト

### シーズン1
- ギャヴィン・ロイド（Season1 1話） - 吹替：小山力也
- ワレン（Season1 1話） - 吹替：佐々木梅治
- ミランダ（Season1 1話） - 吹替：一城みゆ希
- ジェシー・グッドマン（副社長）（Season1 1話） - 吹替：田原アルノ
- シェルドン（助役）（Season1 1話） - 吹替：牛山茂
- イアン・サイクス（Season1 1話） - 吹替：小林正寛
- ハリー・アッシュコム（元サンフランシスコ市警察本部長）（Season1 2話）演：ジョン・ボージェス - 吹替：坂口芳貞
- ドリー・フリント（超能力者）（Season1 2話）演：リンダ・カッシュ - 吹替：立石涼子
- キャサリン・アッシュコム（Season1 2話） - 吹替：寺内よりえ
- ジェニファー・ゼペッテリ（Season1 2話）- 吹替：佐藤ゆうこ
- クリスチャン・ベッツァ（医者）（Season1 3話） - 吹替：てらそままさき
- カーク（season1 4話） - 吹替：竹本美知敏
- ストークス（Season1 4話） - 吹替：藤原啓治
- キティ（Season1 4話） - 吹替：本田貴子
- モリス・ランカスター（院長）（Season1 5話） - 吹替：小川真司
- ジョン（刑事） - 吹替：目黒光祐
- オリバー（Season1 5話） - 吹替：岩崎ひろし
- マニー（Season1 5話） - 吹替：関貴昭
- ジェーン（Season1 5話） - 吹替：紗ゆり
- チェット・エイブラハム（Season1 5話）
- アーチー（Season1 6話） - 吹替：水内清光
- モニカ・ウォーターズ（Season1 7話） - 吹替：塩田朋子
- グレイソン（Season1 7話）
- トレヴァー・マクダウェル（家具販売会社社長）（Season1 8話） - 演：ピーター・アウターブリッジ、吹替：森田順平
- トンディ・モーア（season1 8話） - 演：ゼイクス・モカエ、吹替：中庸助
- ショーン（Season1 9話） - 演：アンドリュー・エアリー
- ブロンウェン（Season1 9話） - 吹替：増子倭文江
- ランディス（Season1 9話） - 吹替：立木文彦
- ゲイル・フレミング（Season1 10話、Season2 6話） - 演：エイミー・セダリス、吹替：弘中麻紀
- ヘンリー・ラザフォード（Season1 10話） - 吹替：石住昭彦
- クリスティーン・ラザフォード（season1 10話）
- ダレル（Season1 10話） - 吹替：内田直哉
- デヴィッド・ブッシュナー（Season1 10話）
- ウィリー・ネルソン（Season1 11話） - 本人役、吹替：大塚周夫
- ウェンディ・マーサ （Season1 11話） - 吹替：山本道子
- ティム・デイリー（Season1 12話） - 本人役、吹替：土田大
- レイ・ハリスン（Season1 12話、Season7 7話） - 吹替：さとうあい
- ワレン・ビーチ（Season1 12話） - 吹替：平野稔

### シーズン2
- デレク・フィルビー（Season2 1話） - 演：アンドリュー・マッカーシー、吹替：家中宏
- アーリーン・キャシディ（Season2 1話） - 吹替：麻生侑里
- ベス・ランドー（Season2 1話） - 吹替：沢海陽子
- アイバーソン（Season2 1話） - 吹替：大川透
- カイルの父（Season2 1話） - 吹替：廣田行生
- 男子生徒（Season2 1話） - 吹替：鈴木千尋
- 女子生徒（Season2 1話） - 吹替：甲斐田裕子
- アラメーダ警部（season2 2話） - 演：トニー・プラナ、吹替：堀勝之祐
- マデロ（Season2 2話）
- T・J（Season2 2話） - 吹替：真殿光昭
- スコット・グレゴリオ（Season2 3話） - 吹替：森川智之
- ローレンス・ハモンド（Season2 3話） - 吹替：浦山迅
- ウォーカー・ブランニング（Season2 3話） - 吹替：長嶝高士
- ロビン・ジェンキンズ（Season2 3話） - 吹替：久保田民絵
- ナターシャ・ロバーラ（Season2 4話） - 演：ロリータ・ダヴィドヴィッチ、吹替：藤田淑子
- エドガワ・ハインツ（Season2 4話） - 吹替：沢木郁也
- アリアナ・ダッカル（Season2 4話） - 吹替：山田みほ
- マイルズ・ホリング（Season2 5話）
- ルドガー市長（Season2 5話） - 吹替：有本欽隆
- デニス・ガミル（Season2 5話） - 演：カート・フラー、吹替：麦人
- シャローナの母（Season2 6話） - 演：ベティ・バックレー、吹替：此島愛子
- ジェナ・ライアン（Season2 6話） - 吹替：湯屋敦子
- ハル・ダンカン（Season2 6話） - 演:マーク・ヴァン、吹替：斎藤志郎
- トレバー・ハウ（Season2 7話、Season3 6話） - 演：フランク・ジョン・ヒューズ、吹替：吉見一豊
- ブライアン・バベッジ（Season2 7話） - 吹替：原康義
- リッキー・バベッジ（Season2 7話） - 吹替：平田広明
- アマンダ・バベッジ（season2 7話）
- マリア（Season2 7話）
- スワーマ（Season2 7話） - 吹替：星野充昭
- デクスター・ラーセン（Season2 8話） - 演：ゲイリー・コール、吹替：江原正士
- アンバー（Season2 8話） - 吹替：森永明日夏
- エリオット・デスーザ（Season2 8話） - 吹替：小島敏彦
- ノエル（Season2 8話） - 吹替：渡辺美佐
- ダニー・ボナトゥース（Season2 8話） - 吹替：梅津秀行
- ケニーシェール（Season2 9話） - 吹替：石塚運昇
- スチュワート・バブコック（Season2 9話） - 吹替：土師孝也
- リサ・バブコック（Season2 9話） - 吹替：雨蘭咲木子
- イアン・アグリュー（season2 9話） - 吹替：檜山修之
- リン（クリーニング屋）（Season2 9話） - 吹替：岡本嘉子
- ビッキー・サリナス（season2 10話） - 吹替：安藤みどり
- パット（Season2 11話）
- ブラッド・テリー（Season2 12話） - 演：ビリー・バーク、吹替：小杉十郎太
- スーザン・マロイ（season2 12話）
- マーシー（Season 12話、Season6 1話） - 吹替：田野聖子
- ジュリー・パルロー（Season2 13話） - 演：レイチェル・ドラッチ、吹替：山本雅子
- ハリー・ボルストン（Season2 14話） - 吹替:羽佐間道夫
- フランク・ウィックス（Season2 14話）
- エバン・コーカー（Season2 14話） - 吹替：青羽剛
- ウォーターフォード（Season2 15話）
- ダルトン・バドロン（Season2 15話）
- ロナルド・マティス（Season2 15話） - 演：ジム・ビーヴァー、吹替：内海賢二
- ダーネル・ラドナー（通称・スパイダー）（season2 16話） - 演：ダニー・トレホ、吹替：飯塚昭三
- シルビア（season2 16話） - 吹替：小宮和枝

### シーズン3
- ウォリック・テニソン（Season3 1話）（トゥルーディの殺害にかかわった人物） - 演：フランク・コリソン、吹替：仲木隆司
- ウォルター刑事（Season3 1話） - 演：ミケルティ・ウィリアムソン、吹替：大塚明夫
- スティーブン・ライト（Season3 1話） - 演：ジェフリー・ディーン・モーガン、吹替：木下浩之
- カジンスキー（Season3 1話）
- グラトニック（Season3 1話）
- ジョエル（Season3 1話） - 吹替：楠見尚巳
- タクシー運転手（Season3 1話） - 吹替：樫井笙人
- カート・ウルフ（Season3 2話） - 吹替：石丸博也
- イアン・ブラックバーン（音楽プロデューサー）（Season3 2話） - 吹替：塩屋浩三
- クロエ・ブラックバーン（人気シンガー）（Season3 2話） - 演：カルメン・エレクトラ、吹替：清水馨
- ミッシェル・リーバス（Season3 3話） - 演：アリシア・コッポラ、吹替：田中敦子
- ジーン・エデルソン（season3 3話） - 吹替：古澤徹
- アルビー・ドレーク（season3 3話） -  演：ジャッジ・ラインホルド、吹替：鈴置洋孝
- ブルックス（Season3 4話） - 吹替：野島昭生
- ポール・ハーレー（Season3 4話） - 吹替：中村大樹
- ラリサ・ゼルイェバ（Season3 4話） - 吹替：松谷彼哉
- コルムズ（Saeson3 5話） - 演：リック・ホフマン、吹替：若本規夫
- サルバトーレ・ルカレリ（Season3 5話） - 演：フィリップ・ベイカー・ホール、吹替：加藤精三
- ファット・トニー（Season3 5話） - 演：ロックリン・マンロー、吹替：松本保典
- ビンス（Season3 5話） - 吹替：天田益男
- バルラ・デイビス（Season3 6話） - 吹替：鶉野樹里
- メレディス・プレミンジャー（Season3 6話） - 吹替：安藤麻吹
- ジョー・クリスティ（Season3 7話） - 吹替：後藤哲夫
- ジェニー・シルバーマン（Season3 7話）（メガマート店員） - 吹替：石塚理恵
- ドノバン（Season3 7話）（メガマート店長）- 吹替:長克巳
- ドワイト・エリソン（Season3 8話） - 演：ボブ・ガントン、吹替：渥美国泰
- マーシャ・エリソン（season3 8話） - 演：ローズマリー・フォーサイス、吹替：寺田路恵
- ロディ・ランクマン（Season3 8話）（クイズ番組の司会） - 演：ジョン・マイケル・ヒギンズ、吹替：玄田哲章
- バル・バーチ（Season3 8話）（回答者） - 吹替：滝口順平
- レスター・ハイスミス（Season3 9話） - 吹替：山野井仁
- デューイ（Season3 9話） - 吹替：宝亀克寿
- ライル・ペック（Season3 10話） - 吹替：稲葉実
- フランクリン（Season3 10話） - 吹替：石田圭祐
- カール（Season3 10話） - 吹替：石田彰
- コンパニオン（白血球）（Season3 10話） - 吹替:高戸靖広
- 師匠（Season3 11話） - 演：マコ、吹替：槐柳二
- キャシー・ウィロビー（Season3 12話） - 吹替：火野カチ子
- マーティン・ウィロビー（Season3 12話） - 吹替：島香裕
- ヘイリー（Season3 12話）（ディッシャーと偶然出会った女性） - 演:ムーン・ブラッドグッド 吹替：高山みなみ
- レイ（Season3 13話） - 吹替：磯部勉
- ギャレット・プライス（Season3 13話、Season6 10話） - 演：ラリー・ミラー、吹替：近石真介
- スティーブ・マリオット（Season3 13話）
- クリスタル（Season3 13話） - 演:ダイアン・デラーノ 吹替：くじら
- ダニエル・ソーン（カジノ・オーナー）（Season3 14話） - 吹替：佐々木勝彦
- ジャック・ホイットマン（Season3 15話） - 吹替：細井治
- テレサ・カーライル（Season3 16話） - 吹替：池田昌子
- ジェイコブ・カーライル（Season3 16話） - 吹替：三木眞一郎
- トミー（Season3 16話） - 吹替：浅井清己
- ジャネット（Season3 16話） - 吹替：安達忍
- ラジオ音声（Season3 16話） - 吹替：増谷康紀

### シーズン4
- マーティ・イールズ（探偵）（Season4 1話） - 吹替：後藤哲夫
- マーティの母（season4 1話） - 吹替：島美弥子
- ポール・ギルストラップ（Season4 2話） - 吹替：伊藤栄次
- レジー・デニソン（Season4 3話） - 吹替：木下浩之
- ウォーレン・ケンプ（Season4 4話） - 吹替：水島裕
- シルビア・ウィリス（Season4 5話） - 吹替：京田尚子
- カール（Season4 5話） - 吹替：白鳥哲
- ジャック・ボリンジャー（Season4 6話） - 吹替：中多和宏
- 編集長（Season4 6話） - 吹替：辻親八
- ザック・エリンハウス（Season4 6話） - 演:ハーヴ・プレスネ 吹替：大木民夫
- ジョナサン・ダベンポート（Season4 7話）
- ペギー・ダベンポート（Season4 7話）
- シェリー・ジャッド（Season4 8話） - 吹替：平淑恵
- マイケル・ノーフリート（Season4 8話） - 吹替：石塚運昇
- ジミー・ダフィー（Season4 8話）
- グラディス・アキノ（家政婦）（Season4 8話）
- アリス（Season4 9話） - 吹替：松熊明子
- チェースン（Season4 9話） - 吹替：巻島康一
- シスターヘザー（Season4 9話） - 吹替：潘恵子
- ドリー（Season4 9話） - 吹替：岡嶋妙
- ジュリアン・ホッジ（Season4 10話）（ファッションデザイナー） - 演：マルコム・マクダウェル、吹替：穂積隆信
- マリア・オルティス（Season4 10話） - 吹替：菅原チネ子
- ナターシャ（Season4 10話） - 演：ミニ・アンデン
- ハワード・ゴード（Season4 10話）（鑑識） - 演:スコット・アツィット、吹替：樫井笙人
- ナターシャ・ゾレル（Season4 10話）
- コーラ（Season4 11話） - 演:ローリー・メトカーフ、吹替：小宮和枝
- 保安官（Season4 11話） - 吹替：平野稔
- ロジャー・デスコ（Season4 11話）- 演：ジム・パラック
- テディ・マデガン（強盗）（Season4 11話）
- デビー・バーネット（Season4 11話） - 吹替：伊倉一恵
- 店長（Season4 11話） - 吹替：一龍斎貞友
- ネッド（Season4 11話） - 吹替：沢りつお
- ライアン・シャーキー（Season4 12話） - 吹替：咲野俊介
- ジェラルド（Season4 12話） - 吹替：伊藤昌一
- セラピーの先生（Season4 12話） - 吹替：榊原良子
- ピーター（Season4 12話） - 吹替：桜井敏治
- マイケル・カーポフ（Season4 12話） - 吹替：浜田賢二
- ルーファス（Season4 13話） - 演：DJクオールズ、吹替：今井朋彦
- セントクレア（Season4 13話） - 演：デリック・オコナー、吹替：大塚周夫
- ダーク（Season4 13話） - 演：タイラー・メイン、吹替：大塚明夫
- ジェニー（Season4 13話） - 吹替：沢海陽子
- グラディス（Season4 13話） - 吹替：真山亜子
- スティーブン・ワグナー（Season4 14話） - 演：ジェフリー・ドノヴァン、吹替：東地宏樹
- ジョアン・ラフルソン（Season4 14話） - 吹替：岡寛恵
- ダレル・ケイン（Season4 14話） - 吹替：廣田行生
- 女子生徒（Saason4 14話） - 吹替：遠藤綾
- オリバー・ブルーム（Season4 15話） - 吹替：福田信昭
- エスコバル（Season4 16話） - 吹替：楠大典

### シーズン5
- デビッド・ラスキン（俳優）（Season5 1話） - 演：スタンリー・トゥッチ、吹替：岩崎ひろし
- ニコルソン市長（Season5 2話） - 演：シャイ・マクブライド、吹替：青森伸
- アリス・クーパー（Season5 2話）- 本人役
- リン・ハイデン（Season5 3話） - 吹替：八十川真由野
- アーロン・ハイデン（Season5 3話） - 吹替：竹若拓磨
- ピーター・ブリーン（Season5 4話）
- エディ・マードック（Season5 4話） - 吹替：天田益男
- リンダ・フスコ（不動産屋社長）（Season5 5話、Season6 1、4話） - 演：シャロン・ローレンス、吹替：藤田淑子
- ジェイ・ベネット（Season5 5話） - 吹替：田中正彦
- コートニー（Season5 5話）
- ビル・ギバート（Season5 5話）
- ダイアン・ブルックス（Season5 6話） - 吹替：高島雅羅
- カイル（Season5 6話） - 吹替：内田直哉
- メリガン（Season5 7話）
- トロイ（クローガーの息子）（Season5 7話、Season6 6話） - 吹替：細谷佳正
- ジャレッド（Season5 8話） - 吹替：内山昂輝
- クリス・ケダー（ロック歌手）（Season5 8話） - 吹替：中村秀利
- ケンドラ（Season5 8話） - 吹替：魏涼子
- ジャック・モンク（Season5 9話） - 演：ダン・ヘダヤ、吹替：小林清志
- ハル・タッカー（Season5 10話、Season7 7話） - 演：アンディ・リクター、吹替：石田圭祐
- ティム（Season5 10話） - 演：デビッド・エイゲンバーグ、吹替：仲野裕
- ポール・ブキャナン（Season5 11話）- 演：ショーン・アスティン
- マックス・ハドソン（Season5 12話） - 演：スティーヴン・ウェバー、吹替：木下浩之
- ジャネット（Season2 12話）
- リンダ（Season5 12話）
- ウィリー（Season5 12話） - 吹替：龍田直樹
- ハーベイ・ディッシャー（Season5 13話）- 演:ジャック・ケラー
- ジミー・ベルモンド（Season5 13話、Season7 7話） - 演：リカルド・アントニオ・チャビラ、吹替：土師孝也
- オーツ（Season5 13話）
- ソープ捜査官（Season5 14話）
- リーベン（医者） - 演:ケヴィン・キグリー
- スコット（Season5 15話） - 演：ダン・バトラー、吹替：納谷六郎
- ハンク・ジョハンソン（Season5 15話） - 演：チャールズ・ダーニング、吹替：大平透

### シーズン6
- ジョン・リンゲル（season6 1話） - 吹替：石井隆夫
- マーダラス（Season6 2話） - 演：スヌープ・ドッグ、吹替：江原正士
- アサシン（Season6 2話）
- デニー・ホッジス（Season6 2話） - 吹替：田中明生
- エクストラ・ラージ（Season6 2話） - 演：マルチェロ・テッドフォード、吹替：長嶝高士
- チャンス・シンガー（Season6 3話） - 演：ディードリック・ベーダー、吹替：大場真人
- ピーター・マグネリ（Season6 3話） - 演：アルフレッド・モリーナ、吹替：石田圭祐
- マーリーン・ボラス（Season6 3話） - 吹替：藤本喜久子
- ビッキー・デライン（Season6 3話） - 吹替：山川亜弥
- ショーン・コ―コラン（season6 4話）
- ヘレン・ハバート（Season6 4話） - 吹替：坪井木の実
- キャロル（Seasob6 4話）
- ロブ・シャーマン（Season6 5話） - 吹替：てらそままさき
- クレイ・ブリッジス（Season6 5話） - 吹替：杉山紀彰
- リサ（Season6 5話） - 吹替：早見沙織
- 彼女（Season6 5話） - 吹替：植田佳奈
- デューイ・ジョーダン（Season6 5話） - 吹替：林勇
- ティム（Season6 5話）
- スティーブ・コネリー（Season6 6話） - 吹替：金尾哲夫
- 店員（Season6 6話） - 吹替：日野聡
- ジョーイ・クレンショー（Season6 7話、Season7 7話） - 吹替：天田益男
- マックス・バートン（Season6 8話）-演：ティム・デザーン - 吹替：山野史人
- シェリー（Season6 8話）- 吹替：谷育子
- ポーリー・フローレス（Season6 8話）
- ジェイコブ・ポスナー（コイン商）（Season6 9話）演：J.P.マヌー
- ブレネワン（Season6 9話）演：ティム・カン
- マイケル・ケンワージー（Season6 10話）演：ランドル・メル - 吹替：小山武宏
- ブランディ・ドーバー（Season6 10話） 演：ジーナ・フィリップス- 吹替：土井美加
- アリス・デュボワ（Season6 10話）
- ラルフ・ロバーツ（Season6 11話、Season7 7話） - 演：ホーウィー・マンデル  - 吹替：小川真司
- テッド（Season6 11話）
- サリー（Season6 11話）
- トム・ドノバン（season6 11話） - 吹替：松本保典
- スーザン（Season6 11話）
- ウェルナー（Season6 12話）
- グロリア・モラレス（season6 12話）
- ピーター・クロウリー（Season6 12話）- 演：ダン・カステラネタ、吹替：御友公喜
- マッジ（Season6 12話） - 吹替：松岡洋子
- マシュー・ティーガー（Season6 13話） - 演：ジョン・ホークス、吹替：岩崎正寛
- ペーチャ・ロバック（美術商）（Season6 14話） - 演：ピーター・ストーメア、吹替：森山周一郎
- ベニー・ウェストンリース（Season6 14話）
- ジョン・ロリンズ（Season6 15、16話） - 吹替：磯部勉
- フランク・ナン（Season6 15話） - 吹替：咲野俊介
- カルロス（Season6 16話）

### シーズン7
- ホーネスト・ジェイク（Season7 1話） - 演：ブラッド・ギャレット、吹替：土師孝也
- パトリック・クロスター（Season7 2話） - 演：デヴィッド・ストラザーン、吹替：小林勝也
- リンダ・クロスター（Season7 2話） - 吹替：麻生侑里
- ビリー（Season7 3話） - 吹替：稲葉実
- マリッサ・ケスラー（Season7 3話）
- ローレンス（Season7 3話）
- ユージーン・マードック（Season7 3話）
- ルイ・フリン（ボクサー）（Season7 4話） - 吹替：石田登星
- エディ（Season7 4話） - 吹替：梁田清之
- スティーブン・オルブライト（Season7 5話） - 演：キャスパー・ヴァン・ディーン、吹替：平田広明
- ウィテカー（Season7 5話） - 吹替：小山武宏
- レイラ・ステラビッチ（Season7 6話） - 吹替：華村りこ
- サンチェス（Season7 6話）
- レイラの母（Season7 6話） - 演：リタ・ゾーハー
- ジェームス・ノバック（Season7 7話）（司会者） - 演：エリック・マコーマック、吹替：木下浩之
- ネイサ・ゴードン（Season7 7話）
- ダグラス・サーマン（Season7 7話）- 吹替:天田益男
- アーロン・ラーキン（Season7 8話） - 演:ヘンリー・ツェーニー、吹替：横島亘
- サリー・ラーキン（Season7 8話） - 演:ディナ・メイヤー、吹替：葛城ゆい
- ローレンス・クライマン（Season7 8話）- 演:リチャード・シフ
- オーウェン・マクロスキー（Season7 9話）
- ジャック・Jr（Season7 10話）（モンクの弟） - 演：スティーヴ・ザーン、吹替：中尾隆聖
- ダニエル・リース（season7 10話） - 演：タイタス・ウェリヴァー
- トム・ベネット（Season7 10話） - 演：ジュード・チコレッラ
- ディーン・ベリー（Season7 11話） - 演：ブラッドリー・ウィットフォード、吹替：石塚運昇
- サラ（Season7 11話） - 演：パメラ・アドロン
- ジョン・クラモト（Season7 11話）- 演：アラン・ウイ
- マージ（Season7 12話）- 演:ジーナ・ローランズ、吹替：寺田路恵
- ジョン・キーズ（Season7 12話） - 吹替：堀之紀
- デビット・ギテルソン（Season7 13話） - 吹替：長嶝高士
- ボブ・コスタス（英語版）（Season7 13話）- 本人役
- チェット・ウォルス（Season7 13話）
- メッツガー（Season7 13話）
- ロデリック・ブロディ（Season7 14話） - 演：ノア・エメリッヒ、吹替：山路和弘
- マリリン・ブロディ（Season7 14話）-演：ジュリー・ボーウェン、吹替：三浦純子
- カール・トニーニ（Season7 15話） - 吹替：大塚明夫
- ターニャ（Season7 15話） - 吹替：石塚理恵
- ケビンの叔母（Season7 15話） - 吹替：一城みゆ希
- マリア（Season7 16話）
- アイリーン・ヒル議員（Season7 16話） - 吹替：石井麗子
- 解体作業員（Season7 16話）演：ジョン・ジェイソン・ベイリー - 吹替：綱島郷太郎

### シーズン8
- クリスティーン・ラップ（Season8 1話）（元俳優）演：エリザベス・パーキンス - 吹替：山本陽子
- キム・ケリー（Season8 1話）
- サミュエル・ワンガヤ（Season8 2話）演：アドウェール・アギノエ＝アグバエ  - 吹替：石田圭祐
- ケネス・ニコルズ（料理屋店主）（Season8 2話） - 吹替：谷口節
- フレッチャー保安官（Season8 3話）演:ダニエル・スターン
- カイル（Season8 3話）- 演：イーサン・コーン
- ブンブン（Season8 3話）- 演：エリック・ストーンストリート、吹替：辻新八
- レニー・バーロウ（Season8 4話）- 演：エリック・バルフォー
- ローラ（Season8 4話）- 演:ケリー・カールソン、吹替：朴璐美、
- ジミー・バーロウ（Season8 4話）- 演：ヴィンセント・カラトーラ、吹替：内海賢二
- スタンレー・グリーンブラット（Season8 4話）
- ストーン捜査官（Season8 4話）演：リード・ダイアモンド
- ハリソン・パウエル（弁護士）（Season8 5話）演：ジェイ・モーア - 吹替：堀内賢雄
- エバン・ギルディ（Season8 5話） - 吹替：嶋崎伸夫
- ルディ・スミス（Season8 5話）
- ジョン・ハニガン（Season8 6話）演：ディラン・ベイカー - 吹替：小杉十郎太
- ジョーゲンセン（Season8 7話）演：ミート・ローフ
- アンジェリン・ギルワース（救急救命士）（Season8 7話）
- オーギー・ウェルマン（エンジニア）（Season8 8話）
- エグゼビア・ダンコ（Season8 8話）
- T・K・ジェンセン（Season8 9、13話） - 吹替：塩田朋子
- ブレストン（Season8 9話） - 演：ジョン・キャロル・リンチ、吹替：沢木郁也
- リチャード・メックラー（Season8 9話） - 吹替：志村知幸
- ペリー・ウォルシュ（Season8 10話） - 演：ジャック・ワグナー、吹替：てらそままさき
- スティーブ・デヴィッド（Season8 11話） 演：ウォレス・ランガム、吹替：咲野俊介
- アマンダ・デヴィッド（Season8 11話）
- アン・マリー（Season8 11話）演：シエラ・マコーミック - 吹替：田村ゆかり
- フランク・ウィリス（Season8 12話）演：ウェイド・ウィリアムズ - 吹替：廣田行生
- ウィル・デルマン（Season8 12話） - 吹替：白石涼子
- ステファニー・ブルックス（Season8 13話） - 吹替：勝生真沙子
- ミカエル・アルバノフ（Season8 14話） - 演：マーク・ハレリック、吹替：江原正士
- ダニー・ウィーバー（Season8 14話）
- イーサン・リックオーバー判事（Season8 15、16話） - 演：クレイグ・T・ネルソン 吹替：菅生隆之
- モリー・エバンス（Season8 16話） - 演：アロナ・タル、吹替：渋谷はるか

## 放送局
- USA ネットワーク（アメリカ）
  - シーズン 1（全12話） 2002年7月12日 - 2002年10月18日 （金曜日 10 PM EST）
  - シーズン 2（全16話） 2003年6月20日 - 2004年3月5日 （金曜日 10 PM EST）
  - シーズン 3（全16話） 2004年6月18日 - 2005年3月4日 （金曜日 10 PM EST）
  - シーズン 4（全16話） 2005年7月8日 - 2006年3月17日 （金曜日 10 PM EST）
  - シーズン 5（全16話） 2006年7月7日 - 2007年3月2日 （金曜日 10 PM EST）
  - シーズン 6（全16話） 2007年7月13日 - 2008年2月22日 （金曜日 10 PM EST）
  - シーズン 7（全16話） 2008年7月18日 - 2009年2月20日 （金曜日 9 PM EST）
  - シーズン 8（全16話） 2009年8月7日 - 2009年12月4日 （金曜日 9 PM EST）
- NHK BS2（日本）
  - 名探偵モンク（全21話）
    - シーズン 1 2004年3月30日 - 2004年6月15日 （火曜日 10 PM JST）
    - シーズン 2（9話） 2004年6月22日 - 2004年9月7日 （火曜日 10 PM JST）

  - 名探偵モンク2（全23話）
    - シーズン 2（7話） 2005年3月29日 - 2005年5月10日 （火曜日 10 PM JST）
    - シーズン 3 2005年5月17日 - 2005年9月6日 （火曜日 10 PM JST）

  - 名探偵モンク3（全16話）
    - シーズン 4 2006年4月4日 - 2006年7月18日 （火曜日 10 PM JST）

  - 名探偵モンク4（全15話）
    - シーズン 5 2007年4月3日 - 2007年7月10日 （火曜日 11 PM JST）

  - 名探偵モンク5（全16話）
    - シーズン 6 2008年4月1日 - 2008年7月22日 （火曜日 11 PM JST）

  - 名探偵モンク6（全16話）
    - シーズン 7 2009年4月6日 - 2009年7月20日 （月曜日 8 PM JST、翌火曜日 11 PM JST 再放送）

  - 名探偵モンク7（全16話）
    - シーズン8  2010年4月6日 - 2010年7月20日 （火曜日 11 PM JST）
- BBC TWO （イギリス）ほか世界40カ国以上で放送

## DVD
- ジェネオン・ユニバーサル・エンターテイメントジャパン
  - レンタル
    - シーズン1 2011年7月6日 Vol.1-6（全12話）レンタル開始
    - シーズン2 2011年8月3日 Vol.1-4（第1話-第8話）、8月24日 Vol.5-8（第9話-第16話）レンタル開始
    - シーズン3 2011年9月2日 Vol.1-4（第1話-第8話）、9月22日 Vol.5-8（第9話-第16話）レンタル開始
    - シーズン4 2012年1月13日 Vol.1-4（第1話-第8話）、1月25日 Vol.5-8（第9話-第16話）レンタル開始
    - シーズン5 2012年2月3日 Vol.1-4（第1話-第8話）、2月22日 Vol.5-8（第9話-第15話）レンタル開始
    - シーズン6 2012年7月4日 Vol.1-4（第1話-第8話）、7月25日 Vol.5-8（第9話-第16話）レンタル開始
    - シーズン7 2012年8月3日 Vol.1-4（第1話-第8話）、8月22日 Vol.5-8（第9話-第16話）レンタル開始
    - シーズン8 2012年9月5日 Vol.1-4（第1話-第8話）、9月26日 Vol.5-8（第9話-第16話）レンタル開始

  - セル
    - シーズン1 2011年7月6日 DVD-BOX（全12話）発売
    - シーズン2 2011年8月24日 DVD-BOX（全16話）発売
    - シーズン3 2011年9月22日 DVD-BOX（全16話）発売
    - シーズン4 2012年1月25日 DVD-BOX（全16話）発売
    - シーズン5 2012年2月22日 DVD-BOX（全15話）発売
    - シーズン6 2012年7月25日 DVD-BOX（全16話）発売
    - シーズン7 2012年8月22日 DVD-BOX（全16話）発売
    - シーズン8 2012年9月26日 DVD-BOX（全16話）発売

- 本国では2023年11月からブルーレイBOX（4Kリマスター版）が発売開始。2024年7月までに全シーズン全エピソードが発売された。[6][7]

## 放送リスト
NHK版では連続放送の区切りが異なっている。米国のシーズン1〜シーズン2の8話までがNHK版第1シリーズ、シーズン2の9話からシーズン3最終話までがNHK版第2シリーズ、シーズン4以降はシリーズ数が1つずつずれて放映された。日本で発売されているDVDや2013年のBS日テレでの放送では、米国と同じ区切りで収録・放送されている。
| 米国・日本版DVDなど           | NHK版       |
| ----------------------------- | ----------- |
| シーズン1                     | 第1シリーズ |
| シーズン2#1 - #8              | 第1シリーズ |
| シーズン2#9 - シーズン3最終話 | 第2シリーズ |
| シーズン4                     | 第3シリーズ |
| シーズン5                     | 第4シリーズ |
| シーズン6                     | 第5シリーズ |
| シーズン7                     | 第6シリーズ |
| シーズン8                     | 第7シリーズ |

| シーズン1・シーズン2・シーズン3（第1シリーズ・第2シリーズ） | シーズン1・シーズン2・シーズン3（第1シリーズ・第2シリーズ） | シーズン1・シーズン2・シーズン3（第1シリーズ・第2シリーズ） | シーズン1・シーズン2・シーズン3（第1シリーズ・第2シリーズ） | シーズン1・シーズン2・シーズン3（第1シリーズ・第2シリーズ） | シーズン1・シーズン2・シーズン3（第1シリーズ・第2シリーズ） |
| 各話                                                        | 日本版サブタイトル                                          | Episode                                                     | 原題                                                        | 脚本                                                        | 監督                                                        |
| ----------------------------------------------------------- | ----------------------------------------------------------- | ----------------------------------------------------------- | ----------------------------------------------------------- | ----------------------------------------------------------- | ----------------------------------------------------------- |
| 名探偵モンク(NHK版)                                         | 名探偵モンク シーズン1（Monk (season 1)）                   | 名探偵モンク シーズン1（Monk (season 1)）                   | 名探偵モンク シーズン1（Monk (season 1)）                   | 名探偵モンク シーズン1（Monk (season 1)）                   | 名探偵モンク シーズン1（Monk (season 1)）                   |
| 第1話                                                       | 狙われた市長候補（前編）                                    | ep.1                                                        | Mr. Monk and the Candidate(Part One)                        | アンディ・ブレックマン                                      | ディーン・パリソット                                        |
| 第1話                                                       | 狙われた市長候補（後編）                                    | ep.2                                                        | Mr. Monk and the Candidate (Part Two)                       | アンディ・ブレックマン                                      | ディーン・パリソット                                        |
| 第2話                                                       | モンクvs超能力                                              | ep.3                                                        | Mr. Monk and the Psychic                                    | ジョン・ロマーノ                                            | ケビン・インチ                                              |
| 第3話                                                       | 復讐殺人                                                    | ep.4                                                        | Mr. Monk Meets Dale the Whale                               | アンディ・ブレックマン                                      | ロブ・トンプソン                                            |
| 第4話                                                       | 陰謀の観覧車                                                | ep.5                                                        | Mr. Monk Goes to the Carnival                               | シオバン・バーン・オコナー                                  | ランドール・ジスク                                          |
| 第5話                                                       | 幻のサンタクロース                                          | ep.6                                                        | Mr. Monk Goes to the Asylum                                 | デビッド・ブレックマン トム・シャープリング                 | ニック・マーシュ                                            |
| 第6話                                                       | 億万長者の殺し方                                            | ep.7                                                        | Mr. Monk and the Billionaire Mugger                         | ティモシー・J・リー                                         | スティーブン・クラッグ                                      |
| 第7話                                                       | 妻の面影                                                    | ep.8                                                        | Mr. Monk and the Other Woman                                | デビッド・スターン                                          | アダム・アーキン                                            |
| 第8話                                                       | 鉄壁のアリバイ                                              | ep.9                                                        | Mr. Monk and the Marathon Man                               | ミッチ・マーコウィッツ                                      | アダム・デビッドソン                                        |
| 第9話                                                       | 消えた死体                                                  | ep.10                                                       | Mr. Monk Takes a Vacation                                   | ハイ・コンラッド                                            | ケビン・インチ                                              |
| 第10話                                                      | 大地震のち殺人                                              | ep.11                                                       | Mr. Monk and the Earthquake                                 | デビッド・ブレックマン トム・シャープリング                 | アダム・シャンクマン                                        |
| 第11話                                                      | 盲目の目撃者                                                | ep.12                                                       | Mr. Monk and the Red-Headed Stranger                        | アンディ・ブレックマン トム・シャープリング                 | ミラン・チェイロフ                                          |
| 第12話                                                      | 完全犯罪への秒読み                                          | ep.13                                                       | Mr. Monk and the Airplane                                   | デビッド・スターン                                          | ロブ・トンプソン                                            |
|                                                             | 名探偵モンク シーズン2（Monk (season 2)）                   |                                                             |                                                             |                                                             |                                                             |
| 第13話                                                      | 時計台の殺人                                                | ep.1                                                        | David Breckman and Rick Kronberg                            | デビッド・ブレックマン                                      | ランドール・ジスク                                          |
| 第14話                                                      | 空からの水死体                                              | ep.2                                                        | Mr. Monk Goes to Mexico                                     | リー・ゴールドバーグ ウィリアム・ラブキン                   | ロン・アンダーウッド                                        |
| 第15話                                                      | ホームランボールの謎                                        | ep.3                                                        | Mr. Monk Goes to the Ballgame                               | ハイ・コンラッド                                            | マイケル・スピラー                                          |
| 第16話                                                      | 宙を舞う殺人者                                              | ep.4                                                        | Mr. Monk Goes to the Circus                                 | ジェームズ・クリーグ                                        | ランドール・ジスク                                          |
| 第17話                                                      | 同居人に文句あり                                            | ep.5                                                        | Mr. Monk and the Very, Very Old Man                         | ダニエル・ドラッチ                                          | ローレンス・トリリング                                      |
| 第18話                                                      | スター誕生                                                  | ep.6                                                        | Mr. Monk Goes to the Theater                                | トム・シャープリング                                        | ロン・アンダーウッド                                        |
| 第19話                                                      | 容疑者は夢の中                                              | ep.7                                                        | Mr. Monk and the Sleeping Suspect                           | カール・シェーファー                                        | ジェリー・レビン                                            |
| 第20話                                                      | 密室殺人と美女軍団                                          | ep.8                                                        | Mr. Monk Meets the Playboy                                  | ジェームズ・クリーグ                                        | トム・ディチロ                                              |
| 第21話                                                      | 猟奇的連続殺人                                              | ep.9                                                        | Mr. Monk and the 12th Man                                   | マイケル・アンジェリ                                        | マイケル・ジンバーグ                                        |
| 名探偵モンク2(NHK版)                                        |                                                             |                                                             |                                                             |                                                             |                                                             |
| 第1話                                                       | つよい女こわい女                                            | ep.10                                                       | Mr. Monk and the Paperboy                                   | デビッド・ブレックマン ハイ・コンラッド                     | マイケル・フレスコ                                          |
| 第2話                                                       | おかしな兄弟                                                | ep.11                                                       | Mr. Monk and the Three Pies                                 | トム・シャープリング ダニエル・ドラッチ                     | ランドール・ジスク                                          |
| 第3話                                                       | 謎の悲鳴                                                    | ep.12                                                       | Mr. Monk and the TV Star                                    | トム・シャープリング                                        | ランドール・ジスク                                          |
| 第4話                                                       | おばあちゃんの身代金                                        | ep.13                                                       | Mr. Monk and the Missing Granny                             | ジョー・トプリン                                            | トニー・ビル                                                |
| 第5話                                                       | 警部愛妻物語                                                | ep.14                                                       | Mr. Monk and the Captain's Wife                             | アンディ・ブレックマン                                      | ジェリー・レビン                                            |
| 第6話                                                       | 夫婦ごっこ                                                  | ep.15                                                       | Mr. Monk Gets Married                                       | デビッド・ブレックマン                                      | クレイグ・ジスク                                            |
| 第7話                                                       | 塀の中の殺人                                                | ep.16                                                       | Mr. Monk Goes to Jail                                       | クリス・マンハイム                                          | ジェリー・レビン                                            |
|                                                             | 名探偵モンク シーズン3（Monk (season 3)）                   |                                                             |                                                             |                                                             |                                                             |
| 第8話                                                       | 愛妻を殺したのは?                                           | ep.1                                                        | Mr. Monk Takes Manhattan                                    | アンディ・ブレックマン                                      | ランドール・ジスク                                          |
| 第9話                                                       | 容疑者はチンパンジー                                        | ep.2                                                        | Mr. Monk and the Panic Room                                 | デビッド・ブレックマン ジョー・トプリン                     | ジェリー・レビン                                            |
| 第10話                                                      | モンクのデート                                              | ep.3                                                        | Mr. Monk and the Blackout                                   | ダニエル・ドラッチ ハイ・コンラッド                         | マイケル・ジンバーグ                                        |
| 第11話                                                      | 探偵免許はく奪                                              | ep.4                                                        | Mr. Monk Gets Fired                                         | ピーター・ウォーク                                          | アンドレイ・ベルグレイダー                                  |
| 第12話                                                      | マフィアでマッ青                                            | ep.5                                                        | Mr. Monk Meets the Godfather                                | リー・ゴールドバーグ ウィリアム・ラブキン                   | マイケル・ジンバーグ                                        |
| 第13話                                                      | シャローナが危ない!                                         | ep.6                                                        | Mr. Monk and the Girl Who Cried Wolf                        | ハイ・コンラッド                                            | ジェリー・レビン                                            |
| 第14話                                                      | モンクはスーパー店員                                        | ep.7                                                        | Mr. Monk and the Employee of the Month                      | ロス・アブラシュ                                            | スコット・フォーリー                                        |
| 第15話                                                      | ファイナルアンサー                                          | ep.8                                                        | Mr. Monk and the Game Show                                  | ダニエル・ドラッチ                                          | ランドール・ジスク                                          |
| 第16話                                                      | ぶっ飛びモンク                                              | ep.9                                                        | Mr. Monk Takes His Medicine                                 | トム・シャープリング チャック・スクラー                     | ランドール・ジスク                                          |
| 第17話                                                      | 求む！アシスタント                                          | ep.10                                                       | Mr. Monk and the Red Herring                                | アンディ・ブレックマン                                      | ランドール・ジスク                                          |
| 第18話                                                      | よみがえるカンフー                                          | ep.11                                                       | Mr. Monk vs. the Cobra                                      | ジョー・トプリン                                            | アンソニー・R・パルミエリ                                   |
| 第19話                                                      | とんだバカンス                                              | ep.12                                                       | Mr. Monk Gets Cabin Fever                                   | ハイ・コンラッド                                            | ジェリー・レビン                                            |
| 第20話                                                      | 激突                                                        | ep.13                                                       | Mr. Monk Gets Stuck in Traffic                              | トム・シャープリング ジョー・トプリン                       | ジェリー・レビン                                            |
| 第21話                                                      | モンク ベガスへ行く                                         | ep.14                                                       | Mr. Monk Goes to Vegas                                      | ダニエル・ドラッチ ジョー・トプリン                         | ランドール・ジスク                                          |
| 第22話                                                      | 占拠された選挙                                              | ep.15                                                       | Mr. Monk and the Election                                   | ネル・スコベル                                              | アリソン・リディ                                            |
| 第23話                                                      | パパになりたい                                              | ep.16                                                       | Mr. Monk and the Kid                                        | トム・シャープリング                                        | アンドレイ・ベルグレイダー                                  |

- 名探偵モンク3（NHK版 第3シリーズ／米国シーズン4）
  - 第1話：「迷探偵 対決!」 Mr.MONK and the Other Detective
  - 第2話：「モンクの父帰る!?」 Mr.MONK Goes Home Again
  - 第3話：「名探偵ナタリー」 Mr.MONK Stays in Bed
  - 第4話：「新入社員モンク」 Mr.MONK Goes to the Office
  - 第5話：「酩酊（）モンク」 Mr. MONK Gets Drunk
  - 第6話：「幻の女」 Mr. MONK and Mrs. MONK
  - 第7話：「花婿 危機一髪」 Mr.MONK Goes to a Wedding
  - 第8話：「幼馴染（）はほろ苦い」 Mr.MONK and Little Monk
  - 第9話：「ホワイトクリスマス」 Mr.MONK and the Secret Santa
  - 第10話：「消えたスーパーモデル」 Mr. MONK Goes to a Fashion Show
  - 第11話：「ここはどこ 私はだれ?」 Mr. MONK Bumps His Head
  - 第12話：「警部 キレる」 Mr.MONK and the Captain’s Marriage
  - 第13話：「夢の100万ドル」 Mr.MONK and the Big Reward
  - 第14話：「宇宙トリック」 Mr.MONK and the Astronaut
  - 第15話：「歯医者さんは大嫌い」 Mr.MONK Goes to the Dentist
  - 第16話：「評決に異議あり」 Mr.MONK Gets Jury Duty
- 名探偵モンク4（NHK版 第4シリーズ／米国シーズン5）
  - 第1話：「もうひとりのモンク」 Mr.MONK and the Actor
  - 第2話：「悪夢のゴミ戦争」 Mr.MONK and the Garbage Strike
  - 第3話：「憧れのトロフィー」 Mr.MONK and the Big Game
  - 第4話：「モンク・イン・ザ・ダーク」 Mr.MONK Can’t See A Thing
  - 第5話：「85セントの名刺」 Mr.MONK, Private Eye
  - 第6話：「同窓会殺人事件」 Mr.MONK and the Class Reunion
  - 第7話：「クローガー先生 引退」 Mr.MONK Gets a New Shrink
  - 第8話：「警部の息子が家出!?」 Mr.MONK Goes to a Rock Concert
  - 第9話：「再会」 Mr.MONK Meets His Dad
  - 日本未放映：Mr. Monk and the Leper（ハンセン病患者に対し、モンクが差別的な言葉を連呼する場面がある。日本版DVDにも未収録。）
  - 第10話：「モンクに親友」 Mr.MONK Makes a Friend
  - 第11話：「転職で天職」 Mr.MONK Is at Your Service
  - 第12話：「ただいま本番中」 Mr.MONK Is on the Air
  - 第13話：「モンク農場を行く」 Mr.MONK Visits a Farm
  - 第14話：「予告殺人」 Mr.MONK and the really, really dead guy
  - 第15話：「鼻血が止まらない!」 Mr.MONK Goes to the Hospital
- 名探偵モンク5（NHK版 第5シリーズ／米国シーズン6）
  - 第1話：「迷コンビ誕生」 Mr.MONK and His Biggest Fan
  - 第2話：「ブラザー殺しだぜ」 Mr.MONK and the Rapper（この回のOPは通常OPのラップバージョンである）
  - 第3話：「恐怖のヌーディスト」 Mr.MONK and the Naked Mans
  - 第4話：「警部の恋」 Mr.MONK and the Bad Girlfriend
  - 第5話：「恋のレッスン」 Mr.MONK and the Birds and the Bees
  - 第6話：「ディッシャーの大手柄?」 Mr. Monk and the Buried Treasure
  - 第7話：「えっ? アイツがヒーロー!?」 Mr. Monk and the Daredevil
  - 第8話：「一事不再理の壁」 Mr. Monk and the Wrong Man
  - 第9話：「瞳に魅せられて」 Mr. Monk Is Up All Night
  - 第10話：「サンタコロ〜ス」 Mr. Monk and the Man Who Shot Santa
  - 第11話：「迷える子羊」 Mr. Monk Joins a Cult
  - 第12話：「強盗銀行」 Mr. Monk Goes to the Bank
  - 第13話：「いとしのジュリー」 Mr. Monk and the Three Julies
  - 第14話：「芸術は爆発だ!」 Mr. Monk Paints His Masterpiece
  - 第15話：「謎の凶弾（前編）」 Mr. Monk Is on the Run (Part One)
  - 第16話：「謎の凶弾（後編）」 Mr. Monk Is on the Run (Part Two)
- 名探偵モンク6（NHK版 第6シリーズ／米国シーズン7）
  - 第1話：「新居がボコボコ」 Mr. Monk Buys a House
  - 第2話：「死者との約束」 Mr. Monk and The Genius
  - 第3話：「天国から真っ逆さま」 Mr. Monk Gets Lotto Fever
  - 第4話：「野獣モンク」 Mr. Monk Takes a Punch
  - 第5話：「深く静かに潜航せよ」 Mr. Monk is Underwater
  - 第6話：「悲恋」 Mr. Monk Falls in Love
  - 第7話：「100回目の罠（）」 Mr. Monk's 100TH Case
  - 第8話：「ピョン太はともだち」 Mr. Monk Gets Hypnotized
  - 第9話：「信じる者は救われる!?」 Mr. Monk and the Miracle
  - 第10話：「えっ? 弟!?」 Mr. Monk's Other Brother
  - 第11話：「ふんだり けったり」 Mr. Monk on Wheels
  - 第12話：「まぼろしの母」 Mr. Monk and the Lady Next Door
  - 第13話：「タッチダウンパス」 Mr. Monk Makes the Playoffs
  - 第14話：「恨み節だよ 人生は」 Mr. Monk and the Bully
  - 第15話：「消されて焼かれて!?」 Mr. Monk and the Magician
  - 第16話：「その取り壊し待った!」 Mr. Monk Fights City Hall
- 名探偵モンク7（NHK版 第7シリーズ／米国シーズン8）
  - 第1話：「堕ちた偶像」 Mr.MONK's Favorite show
  - 第2話：「ひまわりが散った」 Mr. MONK and the Foreign Man
  - 第3話：「モンクは宇宙人？」  Mr. MONK and the UFO
  - 第4話：「そっくりさんは殺し屋」  Mr. MONK is Someone Else
  - 第5話：「証言台は針のむしろ」  Mr. MONK Takes the Stand
  - 第6話：「ブチ切れナタリー」  Mr. MONK and the Critic
  - 第7話：「ブードゥーの呪い」  Mr. MONK and the Voodoo Curse
  - 第8話：「昨日の敵は今日の友」  Mr. MONK Goes to Group Therapy
  - 第9話：「びっくりパーティー」  Happy Birthday, Mr. MONK
  - 第10話：「ナタリーVSシャローナ」  Mr. MONK and Sharona
  - 第11話：「犬と暮らせば」  Mr. MONK and the Dog
  - 第12話：「復職審査」  Mr. MONK Goes Camping
  - 第13話：「警部の再々婚」 Mr. MONK Is the Best Man
  - 第14話：「お帰りモンク刑事」 Mr. MONK and the Badge
  - 第15話：「トゥルーディの真実（前編）」 Mr. Monk and the End (Part One)
  - 第16話：「トゥルーディの真実（後編）」 Mr. Monk and the End (Part Two)

## 受賞
- エミー賞
  - 2003年 主演男優賞（コメディ部門） トニー・シャルーブ
  - 2003年 メインタイトルテーマ音楽賞 ジェフ・ビール
  - 2004年 ゲスト男優賞（コメディ部門） ジョン・タトゥーロ 「おかしな兄弟」 Mr.MONK and the Three Pies
  - 2004年 メインタイトルテーマ音楽賞 ランディ・ニューマン It's a Jungle Out There
  - 2005年 主演男優賞（コメディ部門） トニー・シャルーブ
  - 2006年 主演男優賞（コメディ部門） トニー・シャルーブ
  - 2007年 ゲスト男優賞（コメディ部門） スタンリー・トゥッチ 「もうひとりのモンク」 Mr.MONK and the Actor
- ゴールデングローブ賞
  - 2003年 男優賞（ミュージカル・コメディ部門） トニー・シャルーブ
- 全米映画俳優組合賞
  - 2004年 男優賞（コメディ部門） トニー・シャルーブ
  - 2005年 男優賞（コメディ部門） トニー・シャルーブ

## その他・備考

### ウェビソード
ウェビソード (Webisode) とは、ウェブサイト上で公開される数分程度の動画の短編ドラマシリーズ。名探偵モンクのウェビソードは7話作られている。日本版DVDシーズン5に映像特典として4本が英語音声・日本語字幕の状態で収録された。
- Mr. Monk and Dr. Kroger （モンクとクローガー先生）
- Mr. Monk and the Computer （モンクとコンピューター）
- Mr. Monk and the Blood Test （モンクと血液検査）
- Mr. Monk Goes to the Gym （モンク ジムへ行く）
- Mr. Monk and the Book Signing
- Mr. Monk at the Party
- Mr. Monk at the Diner

また、2009年にはエイドリアン・モンクの子供時代を描いた全10話のウェビソード Little Monk も作られている。
- Little Monk and the Missing Bracelet
- Little Monk and the Business Boys
- Little Monk and the New Kid
- Little Monk and the Rubber Ball
- Little Monk and the Monk Cousin
- Little Monk and the Geography Bee
- Little Monk and the Saturday Rehearsal
- Little Monk and the Balloon
- Little Monk and the Talent Show
- Little Monk and the Little Trophy

2020年には、新型コロナウイルス感染症蔓延下のモンクを描いた新作の短編エピソードが放送され、ナタリー、ディッシャー、リーランドらメインキャストが久々に一堂に会した。
- mr.MONK shelters IN PLACE

### 出版物
アメリカでは、公式エピソード・ガイド本が出版されている。
- Monk: The Official Episode Guide （2006年6月、ISBN 0312354614）

このドラマの幾つかのエピソードを担当した脚本家リー・ゴールドバーグによるオリジナル小説が、2006年より刊行されている。
- 名探偵モンク/モンク、消防署に行く Mr. Monk Goes to the Firehouse （2006年1月）
- Mr. Monk Goes to Hawaii （2006年7月）
- 名探偵モンク/モンクと警官ストライキ Mr. Monk and The Blue Flu （2007年1月）
- Mr. Monk and the Two Assistants （2007年7月）
- Mr. Monk in Outer Space （2007年10月）
- Mr. Monk Goes to Germany （2008年7月）
- Mr. Monk is Miserable （2008年12月）
- Mr. Monk and the Dirty Cop （2009年7月）

### その他
- 主人公エイドリアン・モンクを演じるトニー・シャルーブの妻で女優のブルック・アダムス (Brooke Adams) は、『名探偵モンク』に通算5話出演している。
  - 名探偵モンク  第12話「完全犯罪への秒読み」 - レイ役
  - 名探偵モンク2 第23話「パパになりたい」 - Abigail Carlisle役
  - 名探偵モンク4 第13話「モンク農場を行く」 - 保安官役
  - 名探偵モンク6 第7話「100回目の罠（わな）」 - レイ役（「完全犯罪への秒読み」と同じ役）
  - 名探偵モンク7 第14話「お帰りモンク刑事」 - 猫のことで通報した女性役
- 日本語吹替え版で主人公エイドリアン・モンクを演じる角野卓造の妻倉野章子は、ナタリーの母ペギー・ダヴェンポート（ホランド・テイラー）の日本語吹替えを担当している。出演話数は2話。
  - 名探偵モンク3 第7話「花婿 危機一髪」
  - 名探偵モンク4 第11話「転職で天職」